# Александров връх
Александров връх (на английски: Aleksandrov Peak) е връх с надморска височина 2148 м, намиращ се в западното подножие на платото Брус, при Брега Лубе на Земята Греъм, Антарктика.
Върхът е преобладаващо покрит с лед, като частично свободни от лед са стръмните му южни, западни и северни склонове. Издига се над ледника Ърскин на юг и запад.

## Местоположение
Разположен е на 11 км югоизточно от вр. Литълтън, 9,5 км на юг-югозапад от вр. Пурмерул, 5,8 км северно от рид Семела и 13 км североизточно от вр. Бейн.

## Картографиране
Картографиран е от британци в 1976 година.

## Произход на името
Върхът е наименуван на Тодор Александров (1881 – 1924), водач на българското освободително движение в Македония.

## Карти
- Antarctic Digital Database (ADD). Scale 1:250000 topographic map of Antarctica. Scientific Committee on Antarctic Research (SCAR). Since 1993, regularly upgraded and updated.
- British Antarctic Territory. Scale 1:200000 topographic map. DOS 610 Series, Sheet W 66 64. Directorate of Overseas Surveys, Tolworth, UK, 1976.